# Mjolnir y Stormbreaker
Mjölnir (comúnmente escrito sin diacríticos como Mjolnir) y Stormbreaker, en el Universo cinematográfico de Marvel (MCU), son armas encantadas sensibles de elección utilizadas por Thor. Ambas son armas cuerpo a cuerpo y fueron creadas a partir de metal Uru forjado con el calor de una estrella moribunda en el reino enano de Nidavellir, con la ayuda del rey enano y maestro fabricante de armas Eitri. Mjolnir es un martillo, y fue encantado por el padre de Thor, Odin, de modo que solo aquellos a quienes el martillo considera "dignos" son capaces de manejarlo o incluso levantarlo. Stormbreaker es un hacha, y aunque no tiene tal encantamiento de dignidad, su poder es tal que un simple mortal que intentara manejarlo se volvería loco.
Mjolnir apareció por primera vez en la escena poscréditos en Iron Man 2 (2010), y ha aparecido posteriormente en todas las películas protagonizadas por Thor excepto en una, siendo Thor (2011), The Avengers (2012), Thor: The Dark World (2013), Avengers: Age of Ultron (2015), Doctor Strange (2016), Thor: Ragnarok (2017), Avengers: Endgame (2019) y Thor: Love and Thunder (2022). Stormbreaker aparece por primera vez en Avengers: Infinity War (2018), también la única película de MCU en la que Thor no empuña Mjolnir en absoluto, y aparece nuevamente en Avengers: Endgame y Thor: Love and Thunder. Por el contrario, la escena poscréditos de Iron Man 2 y una escena del segundo episodio de la serie de televisión de Disney+ What If...? son los únicos medios del MCU en los que aparece Mjolnir mientras que Thor no.

## Antecedentes
Mjolnir debutó impreso en el título de Marvel Comics Journey into Mystery #83 (agosto de 1962), siendo el medio por el cual el médico Donald Blake se transformó en el dios del trueno Thor Odinson (golpeándolo contra el suelo). El primer uso del nombre del martillo fue en la sección "Tales of Asgard" en Thor #135 (diciembre de 1966) en una historia de Stan Lee y Jack Kirby. El origen del arma finalmente se revela en Thor Annual #11 (1983), con otra versión presentada en Thor vol. 2, #80 (agosto de 2004).
El origen de Mjolnir en la continuidad de Marvel Comics refleja la leyenda nórdica original. El martillo se crea cuando el hijo adoptivo de Odin, Loki, corta el cabello de la diosa Sif como parte de una broma cruel y, cuando Thor lo amenaza con violencia, promete traer cabello de reemplazo a los herreros enanos. Loki encarga el cabello a los Hijos de Ivaldi, y los enanos serviciales crean el cabello y otros obsequios para los dioses. Loki está convencido de que nadie puede igualar su habilidad y desafía a un enano llamado Eitri a hacer tesoros más finos. Después de crear algunos otros elementos mágicos, Eitri comienza a trabajar en un martillo. Loki entra en pánico, temiendo perder la apuesta, y se transforma en una polilla para molestar a Eitri (en el mito original, Loki se convierte en un tábano y pica al asistente de Eitri). Como resultado, el mango del martillo es más corto de lo que Eitri pretendía, lo que significa que solo se puede manejar con una mano. A pesar del error, los dioses nórdicos consideran que Eitri ha forjado los mayores tesoros, y Loki pierde la apuesta.
En un documental de 2002 con Kevin Smith, Lee dice que su hermano y cocreador Larry Lieber se refirió originalmente a Mjolnir como el "Martillo Uru".El escritor Roy Thomas eventualmente cambió el nombre del martillo al nombre mitológicamente correcto de "Mjolnir", pero mantuvo el concepto de Larry Lieber de que estaba compuesto de metal ficticio "uru".

## Diseño de películas
El supervisor de desarrollo visual Charlie Wen fue el encargado de diseñar la apariencia de Thor para las películas, y se centró en mezclar elementos de los cómics con la mitología nórdica, "tratando de mantener el lado nórdico de las cosas" tanto como fuera posible.El primer elemento de diseño que Wen intentó fue Mjolnir, para el que Wen creó una serie de posibles alternativas, incorporando diseños que incluían "el martillo tradicional de Thor con el mango corto, así como las versiones Ultimates", de las cuales la que eligió el director Kenneth Branagh "fue la más tradicional".En una entrevista de 2018 con Jimmy Kimmel, el actor de Thor Chris Hemsworth reveló que ha conservado varios de los martillos de utilería creados para la película.
El artista conceptual encargado de diseñar la versión de MCU de Stormbreaker, Ryan Meinerding, decidió desviarse sustancialmente del diseño de Stormbreaker utilizado en los cómics, sintiendo que "el Stormbreaker original se parecía demasiado al Mjolnir original".En consecuencia, Stormbreaker "se parece más al Mjolnir de la serie Ultimate Marvel que al martillo Stormbreaker original otorgado al rival de Thor convertido en aliado de Beta Ray Bill".Meinerding hizo intencionalmente que Stormbreaker fuera comparativamente de gran tamaño y poderoso, para transmitir que el portador del arma también debe ser alguien increíblemente poderoso.

## Poderes y características
Ambas armas pueden ser invocadas por Thor, y regresarán a su mano después de ser arrojadas. Ambas armas también le permiten a Thor volar y canalizar su poder para invocar rayos. Stormbreaker tiene el poder adicional de invocar el Bifröst, lo que le permite a Thor teletransportarse a cualquier lugar de los Nueve Reinos. Según Marvel's Infinity War, Stormbreaker también tiene el poder de "incluso defender los poderes de las Gemas del Infinito". Screen Rant ha identificado a Stormbreaker como el más poderoso de los dos, basándose en esta habilidad, además de ser un arma mucho más grande y afilada.Ambas armas también parecen tener un grado de sensibilidad, y Stormbreaker aparentemente envidia el afecto de Thor por Mjolnir,una característica que el director Taika Waititi atribuyó a que el mango estaba hecho del brazo del adolescente Groot, y que transmitía algo del mal humor de ese personaje a esa edad.

## Promoción y merchandising
Mjolnir también aparece en un cartel de junio de 2014 que anuncia la próxima película, Ant-Man, con el protagonista en su forma miniaturizada de pie sobre el martillo, aunque no aparece en la película en sí.

## Historia ficticia

### Orígenes y encantamiento de Mjolnir
En el MCU, Mjolnir inicialmente pertenecía a la hermana de Thor, Hela, quien lo usó en batalla junto con su propio armamento para subyugar a los Nueve Reinos junto a Odin. Sin embargo, Odin la desterró a Hel una vez que sus deseos expansionistas se desvanecieron. Más de mil años después, Mjolnir se ve en la bóveda de Odin junto con otros artefactos, y Thor lo maneja contra los Gigantes de Hielo en Jotunheim. Thor reaviva una guerra entre los Gigantes de Hielo y Asgard, y Odin lo destierra a la Tierra, despojado de habilidades sobrehumanas. Odin luego encanta a Mjolnir para que solo aquellos considerados dignos puedan levantarlo y lo envía a la Tierra. En 2010, el agente de S.H.I.E.L.D. Phil Coulson informa que fue encontrado en el centro de un cráter de impacto en un desierto de Nuevo México.Los lugareños intentan moverlo con varios métodos, incluido el tirón de una camioneta, aunque ninguno tiene éxito. Al principio, Thor tampoco puede levantar el martillo, pero demuestra su valía al sacrificarse contra el Destructor. Mjolnir cura las heridas de Thor y este lo usa para luchar contra su hermano Loki, y finalmente lo usa para destruir el Puente Bifröst.
En 2012, Thor usa Mjolnir para luchar contra Tony Stark, Steve Rogers, Hulk, Loki y los Chitauri. Durante la Batalla de Nueva York, lo usa para bloquear el portal sobre la ciudad de Nueva York y usa el Edificio Chrysler para amplificar el rayo del martillo con el fin de destruir los refuerzos Chitauri y sus Leviatanes.
En 2013, Thor utiliza Mjolnir para luchar contra el rey elfo oscuro Malekith y sus secuaces.
En 2015, Thor lo usa junto con el escudo de Rogers para derrotar a los soldados de Hydra. Thor desafía a otros Vengadores a levantar el martillo en una fiesta, y todos fallan excepto Rogers, quien logra moverlo levemente, sorprendiendo a Thor. Stark y Banner crean a Visión para contrarrestar a Ultron, y aunque los Vengadores inicialmente desconfían de Vision, su habilidad para levantar Mjolnir le permite ganarse la confianza de Thor, y luego usa el martillo en la batalla. Sin embargo, Stark y Rogers bromean diciendo que Vision es una inteligencia artificial que le impide ser verdaderamente "digno" de manejar Mjolnir.

### Destrucción de Mjolnir y forja de Stormbreaker
En 2017, Thor utiliza el Mjolnir para derrotar a Surtur y sus secuaces. Tras la muerte de Odín, Hela escapa de su prisión y frustra el intento de Thor de utilizar el Mjolnir contra ella destruyéndolo con sus propias manos. En una visión, Odín le dice a Thor que el Mjolnir era un medio para aprovechar su poder en lugar de la fuente del mismo.
En 2018, Thor viaja a Nidavellir con los miembros de Guardianes de la Galaxia Rocket y Groot para solicitarle al rey enano Eitri que forje un reemplazo para Mjolnir. Eitri revela un plan para crear Stormbreaker, un hacha de batalla con poderes similares a los del Mjolnir y la capacidad de invocar el Bifröst, así como también la única arma capaz de matar a Thanos. Después de que Thor casi muere al ayudar a Eitri a reiniciar la forja dañada para crear el arma, Groot completa Stormbreaker usando su propio brazo para unir las piezas y crear un mango. Thor lo usa para derrotar a los Outriders en Wakanda y para atacar a Thanos, superando un contraataque con su Guantelete del Infinito — que contiene las seis Gemas del Infinito — y hiriéndolo con un golpe en el pecho.

### Recuperación del Mjolnir alternativo y uso junto con Stormbreaker
Thor invoca a Stormbreaker en el complejo de los Vengadores para poner a prueba a Carol Danvers. Él usa Stormbreaker para decapitar a Thanos en el Jardín.
Cinco años después, Thor se ha deprimido severamente y ha mantenido a Stormbreaker descansando en su cabaña. Thor se une a los Vengadores en el Golpe del Tiempo en el Reino Cuántico viajando a un Asgard alternativo de 2013 para recuperar la Gema de la Realidad. Mientras está en el Asgard alternativo, invoca el Mjolnir de la línea de tiempo, lo que demuestra su continua valía. Lleva a Mjolnir a la línea de tiempo principal y lo usa junto con Stormbreaker en la batalla contra un Thanos alternativo. Thor usa el rayo de las armas para sobrecargar la armadura de Iron Man de Stark para ayudarlo en la pelea. Thanos se apodera de Stormbreaker y lo usa para casi matar a Thor, aunque Rogers demuestra ser digno de manejar Mjolnir,y lo usa para salvar a Thor, y es capaz de conjurar un rayo junto con su escudo. Rogers usa Mjolnir y Thor usa Stormbreaker en la batalla.
Una semana después de la batalla, Rogers lleva a Mjolnir de regreso al Reino Cuántico y lo devuelve a su línea de tiempo alternativa.

### Restauración de Mjolnir
En enero de 2022, se informó que las ilustraciones promocionales de la próxima cuarta película de Thor, Thor: Love and Thunder, mostraban que la versión destruida de Mjolnir había sido rehecha (aunque con grietas visibles) y ahora estaba siendo manejada por una digna Jane Foster.En la película, un flashback revela que años antes, Thor, sin saberlo, encantó a Mjolnir para proteger a Foster. Cuando a Foster le diagnostican cáncer terminal, investiga la posibilidad de que Mjolnir le dé a su portador mayor fuerza y resistencia. Viaja a Nuevo Asgard en busca de los restos de Mjolnir, que se vuelve a ensamblar en presencia de Jane y la proclama digna, sorprendiendo a Thor cuando la encuentra nuevamente como la nueva portadora del martillo. Foster, por lo tanto, teniendo el poder de Thor, usa el alias de Mighty Thor y maneja la versión reconstruida del martillo en la batalla contra Gorr el Dios Carnicero y sus fuerzas,y contra los soldados de Zeus mientras visita la Ciudad Omnipotente. El martillo reconstruido, cuando es lanzado por su portador, puede separarse en sus fragmentos para golpear múltiples objetivos a la vez antes de volver a ensamblarse. En un momento cómico, Thor intenta invocar a Mjolnir, pero Stormbreaker entra en la habitación, y Thor reacciona como si Stormbreaker estuviera celoso.
Thor, Foster y Valkyrie persiguen a Gorr hasta el Reino de las Sombras, donde Foster ve dibujos antiguos que representan el hacha de batalla de Thor, Stormbreaker, como una forma de invocar al Bifrost para ingresar al reino de un celestial parecido a un dios llamado Eternity, que puede conceder el deseo de Gorr de destruir a todos los dioses. Foster deduce la trampa tendida por Gorr y arroja Stormbreaker para evitar que Gorr acceda a él, pero Gorr domina al grupo y amenaza con matar a Foster, lo que obliga a Thor a invocar a Stormbreaker de regreso. Gorr roba con éxito a Stormbreaker y hiere a Valkyrie antes de que Foster se derrumbe debilitado. Foster se entera de que el uso de Mjolnir en realidad está agravando su cáncer al drenar su fuerza vital. En el enfrentamiento final con Gorr, sin embargo, usa Mjolnir para destruir la Necroespada, a costa de su propia vida. Gorr logra usar Stormbreaker para llegar a Eternity, pero Thor lo convence de usar su deseo para revivir a su hija perdida, Love. Thor vuelve a tomar posesión del Mjolnir tras la muerte de Foster. Al final, Thor adopta a Love, quién ha sido restaurada de la muerte por Eternity, y Thor le entrega a Love el Stormbreaker mientras recupera el uso del Mjölnir restaurado y lo maneja por sí mismo.

## Versiones alternativas
Una versión rota y alternativa de Mjolnir propiedad de Throg aparece en el quinto episodio de Loki en el Vacío.En el mismo episodio, la variante de Loki descrita como Loki jactancioso "maneja un martillo que se parece muchísimo" a Mjolnir.
Otra versión alternativa de Mjolnir aparece en el segundo episodio de What If...? como parte de la colección del Coleccionista en Knowhere.En el  tercer episodio, el martillo aparece en el desierto como lo había hecho en la película, Thor.En el séptimo episodio, Thor usa otra versión para luchar contra la Capitana Marvel. Por razones inexplicables, Thor sigue siendo el único capaz de levantar el martillo en este universo a pesar de que Odin nunca se muestra encantándolo con el hechizo "digno".Cuando la madre de Thor, Frigga, llega para ver cómo está, y él finge haber estado estudiando la cultura de la Tierra todo el tiempo, su artimaña se revela cuando invoca a Mjolnir, que está cubierto de pintura, cuentas de fiesta y un par de ropa interior. En el noveno episodio, Thor usa Mjolnir para luchar contra una variante de Ultron con las Gemas del Infinito.
En el segundo episodio de la segunda temporada de What If…?, Thor está luchando con Mjolnir junto a un equipo formado por Howard Stark y Peggy Carter en 1988 contra Peter Quill y su padre, Ego. En el séptimo episodio, Mjolnir fue manejado por Hela hasta que Odin destruyó el martillo. En el noveno episodio, se revela que Strange Supremo ha estado recolectando héroes y villanos de varios universos para alimentar a una forja mágica, incluidas múltiples versiones de Thor. Mientras Strange intenta enviar una versión de Thor a la forja, esa versión arroja Mjolnir a la Capitana Carter y Kahhori, quien lo maneja, junto con los Diez Anillos legados a ella por una versión alternativa Xu Wenwu, en la lucha contra Strange.
La serie de televisión de MCU Hawkeye presenta una actuación ficticia dentro del universo de Rogers: The Musical, un musical de Broadway con un actor que interpreta a Thor empuñando un Mjolnir de utilería.
Otra versión alternativa de Mjolnir apareció en los dos últimos episodios de la temporada 3 de What If...?, manejada por Tormenta. Fue utilizada para luchar contra los Vigilantes.